# Takis Fotopoulos

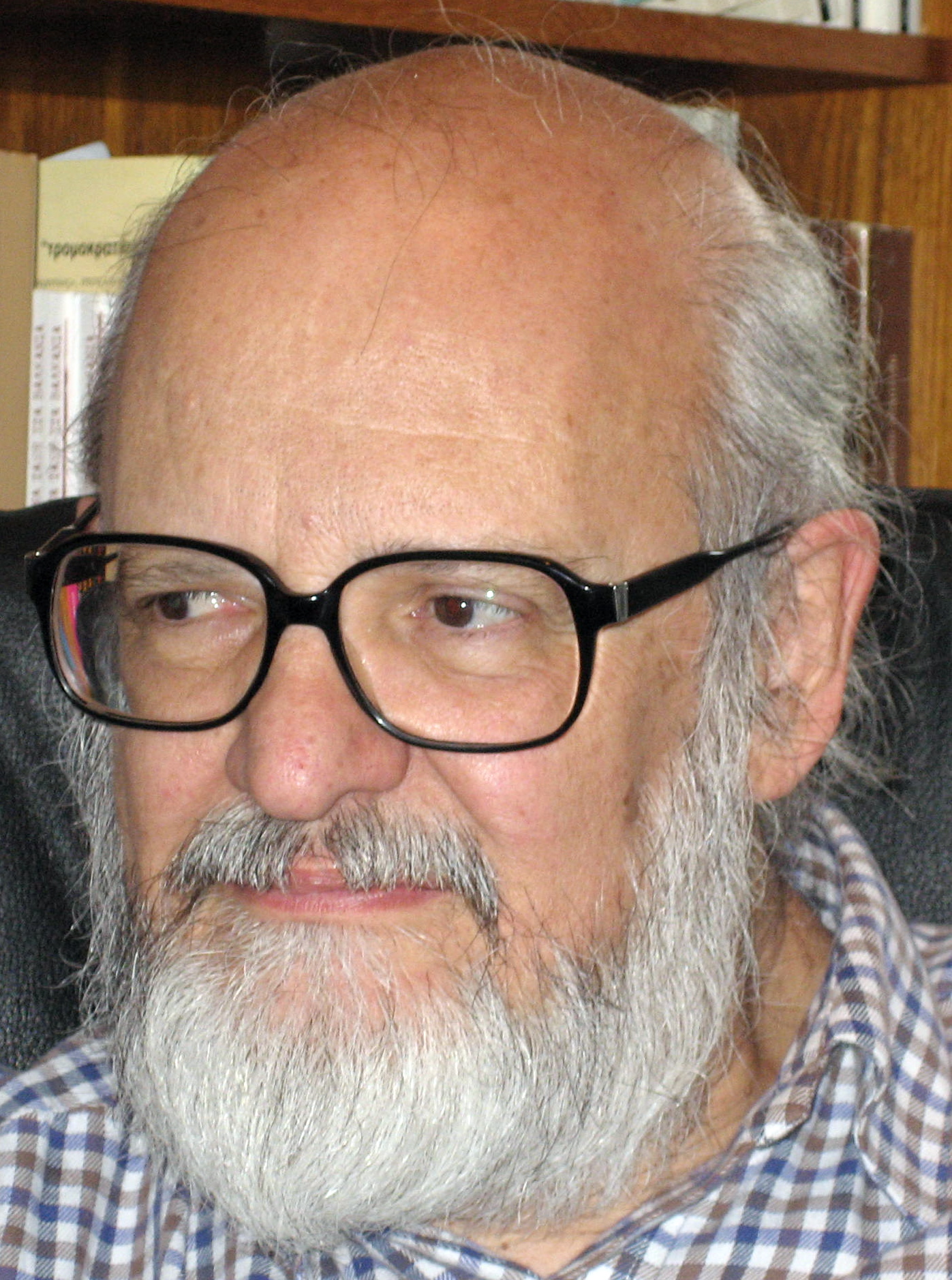
Takis Fotopoulos 2008

Takis Fotopoulos (Τάκης Φωτόπουλος, * 14. Oktober 1940 auf Chios) ist ein griechischer politischer Philosoph und Ökonom und lebt seit 1966 in London. Er ist Herausgeber der Zeitschrift Democracy & Nature (1992–2003) und seit 2004 der nachfolgenden Online-Zeitschrift The International Journal of Inclusive Democracy. Fotopoulos ist Autor von Umfassende Demokratie und Gründer der gleichnamigen Bewegung. Dabei wagt er die Synthese klassischer demokratischer Traditionen mit dem libertären Sozialismus und den radikalen Strömungen der neuen sozialen Bewegungen.

## Leben
Kurz nach Fotopoulos’ Geburt auf Chios zog seine Familie nach Athen. Nachdem er Studienabschlüsse in Ökonomie, politischer Wissenschaft und Jura gemacht hatte, zog er für ein Postgraduiertenstudium an der London School of Economics and Political Science 1966 nach London, wo er heute noch lebt. Dort war er ein studentischer Gewerkschafter und politischer Aktivist in der 68er-Bewegung. Er beteiligte sich an der Organisation der Linken Griechenlands während des Kampfes gegen die Militärjunta 1967 bis 1974. Er arbeitete über zwanzig Jahre als Dozent an der University of North London und wurde dann Herausgeber der Zeitschrift Democracy & Nature und des Onlinemagazins The International Journal of Inclusive Democracy. Er ist zudem Kolumnist in der griechischen Zeitung Eleftherotypia.

## Inclusive Democracy
Das Hauptwerk Fotopulos ist Towards an Inclusive Democracy, das bisher in sechs Sprachen übersetzt wurde und auf Deutsch als Umfassende Demokratie erschienen ist.
Der Ausgangspunkt für Fotopoulos’ Werk ist, dass sich die Welt in einer „multidimensionalen (politischen, wirtschaftlichen, sozialen, ökologischen und kulturellen) Krise“ befinde, die durch die Konzentration der Macht in den Händen von Eliten, als Folge der Marktwirtschaft, der repräsentativen Demokratie und anderen Formen von hierarchischen Strukturen hervorgerufen werde. Takis Fotopoulos schlägt die Schaffung „einer neuen Form der politischen, sozialen und wirtschaftlichen Organisation vor, welche auf all diesen Ebenen für eine gleichberechtigte Aufteilung der Macht unter den Bürgerinnen und Bürgern sorgt“. Dabei übernimmt die Umfassende Demokratie Vorstellungen der Direktdemokratie und des Anarchismus, in dem demotische Versammlungen als Entscheidungsträger vorgeschlagen werden, die sich auf regionaler, nationaler, kontinentaler und globaler Ebene föderieren.
Auf der kleinsten Ebene schlägt Fotopoulos die Selbstverwaltung der Produktionsstätten wie Fabriken und Büros und der Bildungs- und Kulturinstitutionen vor, die auch die Medien beinhalten. Arbeiter-, Studentenräte usw. sollen für die Selbstverwaltung der Produktionsstätten, des Bildungswesens sorgen und sich dabei den von den durch die demotischen Versammlungen gesetzten Ziele und den Präferenzen der Bürger als Produzenten und Konsumenten leiten lassen.

## Video
- Talk by Takis Fotopoulos about the Multidimensional Crisis and Inclusive Democracy, Oxford University, November 2008 auf Youtube (englisch)
- Takis Fotopoulos' Interview to Oliver Ressler about Inclusive Democracy auf YouTube, mit deutschen Untertiteln
- Längeres Interview vom 8. Mai 2009, unterteilt in 13 Teile auf YouTube (Sprache: englisch), in denen sich Takis Fotopoulos zu folgenden Themen äußert: 1. Neoliberalism, 2. New Social Movements, 3. Neoliberalism & War, 4. The Working Class Movement, 5. Neoliberalism and Media, 6. Community Politics, 7. Globalization and the End of Social Democracy, 8. On Neoliberal Deindustrialization and the present crisis, 9. On Direct Action and the Antiglobalization Movement, 10. On „Terrorism“ and the Wars of the Transnational Elite, 11. On Students’ Reaction to Neoliberalism in Britain versus France and Greece, 12. On Totalitarian versus „Democratic“ Media, 13. Antisystemic Consciousness and Transitional Strategies.